# Tauxières-Mutry
Tauxières-Mutry és un municipi francès, situat al departament del Marne i a la regió del Gran Est. L'any 2007 tenia 259 habitants.

## Demografia

### Població
El 2007 la població de fet de Tauxières-Mutry era de 259 persones. Hi havia 104 famílies, de les quals 28 eren unipersonals (8 homes vivint sols i 20 dones vivint soles), 24 parelles sense fills, 44 parelles amb fills i 8 famílies monoparentals amb fills.
La població ha evolucionat segons el següent gràfic:
Habitants censats

### Habitatges
El 2007 hi havia 125 habitatges, 101 eren l'habitatge principal de la família i 24 estaven desocupats. 122 eren cases i 1 era un apartament. Dels 101 habitatges principals, 79 estaven ocupats pels seus propietaris, 19 estaven llogats i ocupats pels llogaters i 3 estaven cedits a títol gratuït; 1 tenia dues cambres, 6 en tenien tres, 23 en tenien quatre i 71 en tenien cinc o més. 92 habitatges disposaven pel capbaix d'una plaça de pàrquing. A 46 habitatges hi havia un automòbil i a 51 n'hi havia dos o més.

### Piràmide de població
La piràmide de població per edats i sexe el 2009 era:
| Homes | Edats   | Dones |
| ----- | ------- | ----- |
| 0     | 95 o +  | 0     |
| 0     | 90 a 94 | 4     |
| 8     | 85 a 89 | 0     |
| 4     | 80 a 84 | 0     |
| 0     | 75 a 79 | 4     |
| 4     | 70 a 74 | 4     |
| 0     | 65 a 69 | 8     |
| 0     | 60 a 64 | 12    |
| 0     | 55 a 59 | 4     |
| 4     | 50 a 54 | 0     |
| 8     | 45 a 49 | 0     |
| 8     | 40 a 44 | 12    |
| 12    | 35 a 39 | 8     |
| 16    | 30 a 34 | 24    |
| 8     | 25 a 29 | 8     |
| 4     | 20 a 24 | 4     |
| 0     | 15 a 19 | 12    |
| 4     | 10 a 14 | 16    |
| 8     | 5 a 9   | 16    |
| 12    | 0 a 4   | 16    |

## Economia
El 2007 la població en edat de treballar era de 161 persones, 125 eren actives i 36 eren inactives. De les 125 persones actives 122 estaven ocupades (63 homes i 59 dones) i 3 estaven aturades (1 home i 2 dones). De les 36 persones inactives 14 estaven jubilades, 12 estaven estudiant i 10 estaven classificades com a «altres inactius».

### Ingressos
El 2009 a Tauxières-Mutry hi havia 98 unitats fiscals que integraven 265 persones, la mediana anual d'ingressos fiscals per persona era de 27.636 €.

### Activitats econòmiques
Dels 6 establiments que hi havia el 2007, 2 eren d'empreses alimentàries, 2 d'empreses de transport, 1 d'una empresa d'hostatgeria i restauració i 1 d'una empresa classificada com a «altres activitats de serveis».
L'únic servei als particulars que hi havia el 2009 era una perruqueria.
L'any 2000 a Tauxières-Mutry hi havia 48 explotacions agrícoles que ocupaven un total de 868 hectàrees.

## Equipaments sanitaris i escolars
El 2009 hi havia una escola maternal.

## Poblacions més properes
El següent diagrama mostra les poblacions més properes.